# Gigi Cameroni
Gigi Cameroni (Abano Terme, 1º ottobre 1932 – Magenta, 31 agosto 2006) è stato un giocatore di baseball, allenatore di baseball e dirigente sportivo italiano.
Il suo debutto da sportivo risale al 1947 in una squadra formata da giocatori liceali di Milano, il Leo Baseball. La stagione successiva Cameroni approda al Milano, nel quale milita ininterrottamente fino al 1955 giocando in diversi ruoli (come catcher ha una media vita di 983, con 340 presenze, 115 basi rubate). Dopo quell'anno passa a gestire la squadra di softball della società. Nel 1958, poi, diventa allenatore-giocatore sempre a Milano, e fino al 1971, conquistando otto scudetti e tre Coppe dei Campioni consecutive. In seguito, ha allenato a Bollate, poi la Juventus, il Lodi. Dagli anni '90 si dedica a trasmettere la sua passione per il baseball ai giovani atleti del Milano Baseball, torna ad allenare come manager e pitching coach Senago, Sanremo, con cui conquista una promozione in serie A2, Genova Baseball.
Ha ricevuto molti premi: giocatore più utile agli Europei 1956, miglior ricevitore agli Europei '58 e '62. Ha vinto anche sette Oscar del baseball. Profondo esperto della tecnica di gioco, è stato il primo vero allenatore italiano e lo ha confermato anche nel prosieguo della carriera andando ad allenare anche in Serie B oltre a prendersi cura di ragazzi ed allievi e contribuendo a valorizzare molti futuri campioni.
Nel 1967 ha pubblicato il libro "Gigi Cameroni vi insegna il baseball". Cameroni è stato l'uomo più rappresentativo e spettacolare che il baseball italiano degli anni '60 abbia prodotto. La sua Europhon campione d'Europa, ma lui soprattutto vero leader e guascone, personaggio e protagonista.
A livello di Nazionale, come giocatore ha ottenuto 41 presenze e come allenatore sette stagioni nello staff tecnico.
Nel luglio del 2004 venne nominato Cavaliere della Repubblica. Nel 2005 Entra nella Hall of fame della Federazione italiana Baseball come allenatore. Il titolo di miglior manager assegnato annualmente dalla Fibs ha il suo nome.